# Kizimkazi
Kizimkazi és un poble de pescadors al sud-oest de Zanzíbar on hi ha la mesquita més antiga d'Àfrica oriental. Oficialment es denomina Kizimkazi Mkunguni que agrupa Kizimkazi Dimbani -on hi ha l'antiga mesquita a uns 3 km de Mkunguni- i Kizimkazi Mtendeni) 
La inscripció kúfica al mihrab diu que fou fundada pel xeic Abu Imran Musa al-Hasan Muhammad el 1106/1107 (500 de l'hègira). L'edifici és rectangular i no té cap interès arquitectònic especial. El lloc fou excavat per H. N. Chittick el 1960 i es va comprovar que les cabanes més antigues són del segle X o XI. Un recinte defensiu i les ruïnes d'una casa de pedra serien del segle xviii, quan la mesquita i el mihrab foren reconstruïts el 1772/1773. Segons la tradició la població fou la capital de Bakari, príncep suahili del sud de Zanzíbar al segle xvii, però aquesta suposició es contradiu amb les dades arqueològiques i el desenvolupament de la població i arranjament de la mesquita haurien estat deguts a l'augment del comerç d'esclaus.